# First Kiss
First Kiss – dziesiąty album studyjny amerykańskiego muzyka Kid Rocka. Wydawnictwo ukazało się 24 lutego 2015 roku nakładem wytwórni muzycznej Warner Bros. Records. Premierę płyty poprzedził singel do utworu tytułowego, który ukazał się 6 stycznia 2015 roku.
Nagrania zostały zarejestrowane i wyprodukowane w The Allen Roadhouse w Clarkston, Blackbird Studio w Nashville oraz Avatar Studios w Nowym Jorku. Mastering został wykonany w Sterling Sound w Nowym Jorku.
Album dotarł do 2. miejsca listy Billboard 200 w Stanach Zjednoczonych sprzedając się w nakładzie 146 tys. egzemplarzy w przeciągu tygodnia od dnia premiery. Płyta uplasowała się także na 2. miejscu kanadyjskiej listy przebojów znalazłszy 8 tys. nabywców.

## Lista utworów
Opracowano na podstawie materiału źródłowego.
| Nr  | Tytuł utworu               | Autorzy                     | Długość |
| --- | -------------------------- | --------------------------- | ------- |
| 1.  | „First Kiss”               | Kid Rock, Marlon Young      | 4:40    |
| 2.  | „Good Times, Cheap Wine”   | Rock, Young                 | 4:37    |
| 3.  | „Johnny Cash”              | Rock                        | 4:41    |
| 4.  | „Ain't Enough Whiskey”     | Rock, Young                 | 3:37    |
| 5.  | „Drinking Beer with Dad”   | Rock                        | 4:38    |
| 6.  | „Good Time Lookin' for Me” | Rock, Young                 | 4:33    |
| 7.  | „Best of Me”               | Rock, Young                 | 4:48    |
| 8.  | „One More Song”            | Rock                        | 4:26    |
| 9.  | „Jesus and Bocephus”       | Rock, Jeff Orr              | 3:51    |
| 10. | „FOAD”                     | Rock, Ed Jurdi, Gordy Quist | 4:55    |
|     |                            |                             | 44:46   |

## Twórcy
Opracowano na podstawie materiału źródłowego.

- Kid Rock – wokal prowadzący, wokal wspierający, produkcja muzyczna, miksowanie, edycja cyfrowa, programowanie perkusji,
gitara elektryczna, perkusja, gramofony, fortepian, keyboard, syntezator, gitara akustyczna, instrumenty perkusyjne
- David Huff – programowanie perkusji, edycja cyfrowa
- Jimmie Lee Sloas – gitara basowa
- Marlon Young – gitara elektryczna, gitara akustyczna, gitara basowa, gitara
- Darrell "Peanut" Smith, Gordy Quist – gitara elektryczna
- Al Sutton, Justin Niebank – realizacja nagrań, miksowanie
- Charlie Judge – organy, akordeon, fortepian
- Dann Huff – produkcja muzyczna, programowanie perkusji, gitara elektryczna, gitara akustyczna, mandolina
- Trevor Nealon – fortepian, organy, gitara elektryczna, pianino elektryczne
- Donny Phillips – kierownictwo artystyczne, design
- Remi Pelletier, Shmuel Katz, Vivek Kamath – altówka
- Larry Franklin, Annaliesa Place, David Southorn, Liz Lim, Hyunju Lee, Joanna Maurer, Jung Sun Yoo, Laura Frautschi, Sharon Yamada, Suzanne Ornstein – skrzypce
- Lisa Kim – skrzypce, koncertmistrz
- Barbara Payton, Laura Creamer, Russell Terrell, Shaun Murphy, Herschel Boone, Jessica Wagner-Cowan, Shannon Curfman, Stacy Michelle – wokal wspierający
- Jimmie Bones – skrzypce, fortepian
- Dorian Crozier, Richard Millsap – perkusja
- Ed Jurdi – gitara slide, gitara elektryczna
- Adam Shoenfeld – gitara elektryczna
- Seth Morton – inżynieria dźwięku
- Dave McMurray, Rayse Biggs – róg
- Alan Stepansky, Mihai Marica, Wendy Sutter – wiolonczela
- Rob Mathes – aranżacja, dyrygent
- Mike E. Clark, Aki Nishimura, Alex Venguer – realizacja nagrań
- Dan Dugmore – steel guitar
- Clay Patrick McBride – zdjęcia
- Niagara – okładka
- Norman Wonderly – dyrektor kreatywny
- Ted Jensen – mastering

## Listy sprzedaży
| Lista                           | Kraj              | Pozycja |
| ------------------------------- | ----------------- | ------- |
| Billboard 200                   | Stany Zjednoczone | 2       |
| Billboard Digital Albums        | Stany Zjednoczone | 2       |
| Billboard Catalog Albums        | Stany Zjednoczone | 1       |
| Media Control Charts            | Niemcy            | 16      |
| Billboard Canadian Albums Chart | Kanada            | 2       |
| UK Albums Chart                 | Wielka Brytania   | 52      |